# Джонатан Бейлі
Джонатан Стюарт Бейлі (нар. 25 квітня 1988) — англійський актор. Він виграв нагороду Лоуренса Олів'є за роль Джеймі у відродженні спектаклю Компанія у театрі Вест-Енд у 2018 році. Його телевізійна робота включає драму ITV «Бродчерч», серіал CBBC «Леонардо», комедію «Кампус» та драму «Бріджертони» від Netflix.

## Раннє життя та освіта
Син колишнього директора закладу Роуз Хоні Стюарта Бейлі, Бейлі народився в Воллінгфорді і виріс у сусідньому селі Бенсон зі своїми трьома старшими сестрами.
Бейлі вирішив, що хоче стати актором у віці 5 років, побачивши сценічну постановку «Олівер!». Він відвідував танцювальний клуб в Хенлі-на-Темзі, в якому пройшов прослуховування та отримав альтернативну роль у постановці Королівської Шекспірівської компанії «Різдвяна колядка» у театрі «Барбікан» в Лондоні, коли йому було приблизно 7 років.
Він навчався в місцевій початковій школі Бенсона, а потім закінчив A Level в школі коледжу Магдалени в Оксфорді. Він не ходив до драматичної школи, а натомість здобув ступінь у Відкритому університеті.

## Особисте життя
Бейлі — гей. Він розповів про свій досвід гей-актора в інтерв'ю журналам Таймс та Attitude.

## Фільмографія
| Рік  | Назва                              | Роль               |
| ---- | ---------------------------------- | ------------------ |
| 2004 | П'ятеро дітей і воно               | Кирило             |
| 2007 | Золотий вік                        | Придворний         |
| 2007 | Постійні канікули                  | Макс Бері          |
| 2007 | Св. Трініана                       | Каспар             |
| 2014 | Спогади про майбутнє               | Джеффрі Терлоу     |
| 2016 | Молодий Месія                      | Ірод               |
| 2018 | Гонка століття                     | Ян Вілер           |
| 2024 | Wicked: Чародійка                  | Фієро              |
| 2025 | Світ Юрського періоду: Відродження | доктор Генрі Луміс |
| 2025 | Wicked: Чародійка 2                | Фієро              |

### Телебачення
| Рік         | Заголовок             | Роль              | Примітки                                            |
| ----------- | --------------------- | ----------------- | --------------------------------------------------- |
| 1997        | Бремвелл              | Вільям Кілшоу     | Серія 3, серія 6                                    |
| 1997        | Яскраве волосся       | Бен Девеніш       | Телевізійний фільм                                  |
| 1998        | Аліса крізь лупу      | Льюїс             | Телевізійний фільм                                  |
| 2001        | Синдром Баддіеля      | Джош              | Головна роль                                        |
| 2005        | Золота година         | Стівен Мартін     | Мінісеріал; серія 4                                 |
| 2005        | Іду геть і спотикаюся | Джастін           | Телевізійний фільм                                  |
| 2007        | Лікарі                | Джонно Мітчум     | Серія: «До зустрічі вранці»                         |
| 2008        | Рахунок               | Кріс Вільє        | Серія: «Хіт»                                        |
| 2009        | Зірватися з гачка     | Денні Гордон      | Головна роль                                        |
| 2010        | Льюїс                 | Тит Мортмен       | Серія: «Мертві зими»                                |
| 2011        | Кампус                | Флетпак           | Головна роль                                        |
| 2011 — 2012 | Леонардо              | Леонардо да Вінчі | Головна роль                                        |
| 2012        | Прамфас               | Глінн Три         | Серія: «Единбург … у Шотландії»                     |
| 2012        | Я та місіс Джонс      | Альфі             | Головна роль                                        |
| 2012        | Groove High           | Том Мейсон        | Головна роль                                        |
| 2013, 2015  | Бродчерч              | Оллі Стівенс      | 16 серій                                            |
| 2013        | Деякі дівчата         | Нік Радник        | Серія 2, епізод 1                                   |
| 2014 — 2017 | W1A                   | Джек Паттерсон    | Повторювана роль (серія 1) Головна роль (серії 2–3) |
| 2014        | Доктор Хто            | Псі Ван           | Серія: «Грабіж часу»                                |
| 2016        | Збій                  | Сем               | Головна роль                                        |
| 2016        | Містер Гутен і леді   | Едвард            | 6 серій                                             |
| 2017        | Жуйка                 | Еш                | Епізод: «Заміни»                                    |
| 2018        | Джек Райан            | Ленс Міллер       | 3 серії                                             |
| 2020 —      | Бріджертони           | Ентоні Бріджертон | Головна роль                                        |
| 2023        | Подорожні             | Тім Лафлін        | Головна роль                                        |

## Нагороди та номінації
| Рік  | Премія                                 | Категорія                                          | Робота     | Результат |
| ---- | -------------------------------------- | -------------------------------------------------- | ---------- | --------- |
| 2012 | Театральна премія від Evening Standard | Видатний новачок                                   | Саут-Даунз | Номінація |
| 2019 | Премія Лоуренса Олів'є                 | Найкраща чоловіча роль у допоміжній ролі в мюзиклі | Компанія   | Перемога  |